# Tearing

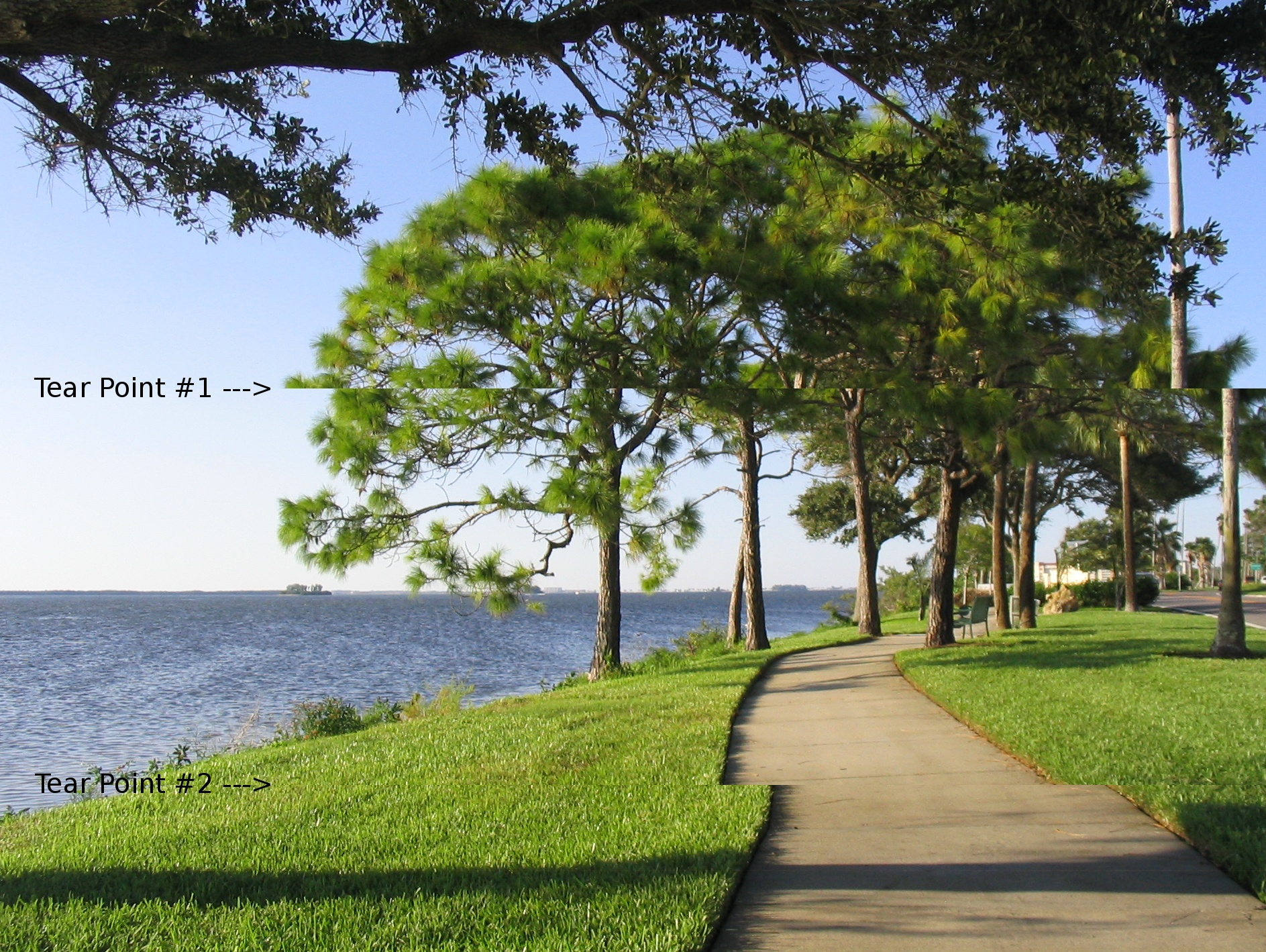
Un artefacte típic d'esquinçament de vídeo (imatge simulada)

Screen tearing és un artefacte visual a la pantalla de vídeo, on un dispositiu de visualització mostra informació de diversos fotogrames en un sorteig de pantalla única.
L'artefacte es produeix quan l'alimentació de vídeo al dispositiu no està en sincronització amb la velocitat de refresc de la pantalla. Això pot ser causat per les taxes de refresc no coincidents, i la línia de esquinç es mou a mesura que canvia la diferència de fase (amb velocitat proporcional a la diferència de velocitats de trama). També es pot produir simplement per falta de sincronització entre dues velocitats de fotogrames iguals, i també si la línia de llàgrima es troba en un lloc fix corresponent a la diferència de fase. Durant el moviment del vídeo, la llàgrima de la pantalla crea un aspecte esquinçat, ja que les vores dels objectes (com una paret o un arbre) no aconsegueixen alinear-se.
El tearing es pot produir amb les tecnologies de visualització i les targetes de vídeo més comunes, i destaca més en visuals en moviment horitzontal, com per exemple; en les càmeres lentes de les pel·lícules o als videojocs clàssics de desplaçament lateral.
L'esquinçament de la pantalla és menys notable quan més de dos fotogrames acaben de representar-se durant el mateix interval d'actualització, ja que això significa que la pantalla té diverses llàgrimes més estretes, en lloc d'una de més ampla.

## Prevenció
Les maneres d'evitar la llàgrima de vídeo depenen del dispositiu de visualització i de la tecnologia de la targeta de vídeo, del programari en l'ús i de la naturalesa del material de vídeo. La solució més comuna és utilitzar diversos buffers.
La majoria dels sistemes utilitzen diversos buffers i alguns mitjans de sincronització de cicles de refrescos de memòria i vídeo.

### Sincronització vertical
La sincronització vertical és una opció en la majoria de sistemes en què es impedeix que la targeta de vídeo pugui fer qualsevol cosa visible a la memòria de la pantalla fins que un cop finalitzi el monitor actual.
Durant l'interval de cobertura vertical, el controlador ordena que la targeta de vídeo copiï ràpidament l'àrea gràfica fora de pantalla a l'àrea de visualització activa (doble buffering), o tracti ambdues àrees de memòria com a visualitzables i simplement canviï entre elles i endavant.
Els adaptadors de vídeo Nvidia i AMD ofereixen una opció "Adaptive Vsync", que només activarà la sincronització vertical quan la velocitat de fotograma del programari excedeixi la velocitat de refresc de la pantalla, inhabilitant-la en cas contrari. Això elimina la tartamudesa que es produeix quan la velocitat de fotograma del motor de renderització baixa per sota de la velocitat de refresc de la pantalla.
Alternativament, tecnologies com FreeSync i G-Sync, reverteixen el concepte i adapten la velocitat d'actualització de la pantalla al contingut procedent de l'ordinador. Aquestes tecnologies requereixen suport específic tant de l'adaptador de vídeo com de la pantalla.

#### Complicacions
Quan s'utilitza la sincronització vertical, la velocitat de fotograma del motor de representació es limita a la velocitat de fotograma de la senyal de vídeo. Aquesta característica millora la qualitat del vídeo, però comporta reduccions en alguns casos.

##### Judder
La sincronització vertical també pot causar artefactes en presentacions de vídeos i pel·lícules, ja que generalment es registren a ritmes de fotograma significativament inferiors a les taxes de fotogrames de monitor (24-30 quadres). Quan una pel·lícula es reprodueix en un monitor establert per a una velocitat de refresc típica de 60 Hz, i el reproductor de vídeo té una força freqüència, alguns fotogrames es mostren lleugerament més ràpid del previst, produint un efecte similar al judici. (Vegeu Telecine)

##### Entrada lag
Els videojocs, que utilitzen una gran varietat de motors de renderització, solen beneficiar-se visualment de la sincronització vertical, ja que normalment s'espera que un motor de renderització construeixi cada fotograma en temps real, en funció de les variables del motor que s'especifiquen en el moment en què es demana un fotograma. Tanmateix, com que la sincronització vertical causa un retard d'entrada, interfereix amb la naturalesa interactiva dels jocs, i particularment interfereix en els jocs que requereixen un temps precís o temps de reacció ràpids.

##### Benchmarking
Finalment, fer una comparativa amb una targeta de vídeo o amb un motor de renderització generalment implica que el maquinari i el programari facin la pantalla el més ràpid possible sense tenir en compte les capacitats de monitorització ni les esquinçades de vídeo resultants. En cas contrari, el monitor i la targeta de vídeo acceleren el programa de referència, provocant resultats no vàlids.

### Altres tècniques
Alguns sistemes gràfics permeten que el programari realitzi els seus accessos a la memòria, de manera que es mantinguin al mateix temps respecte al cicle d'actualització del maquinari de la pantalla, conegut com a interrupció de raster. En aquest cas, el programari escriu a les àrees de la pantalla que s'acaben d'actualitzar, quedant-se al darrere del punt d'actualització actiu del monitor. Això permet obtenir rutines de còpia o renderitzar motors amb un rendiment menys previsible, sempre que el motor de renderització pugui "posar-se al dia" amb el punt d'actualització actiu del monitor quan quedi enrere.
De forma alternativa, el programari pot mantenir-se just per davant del punt de refresc actiu. En funció de la distància que es decideixi per quedar-se, aquest mètode pot exigir un codi que copiï o faci que la pantalla tingui una velocitat fixa i constant. Massa latència fa que el monitor superi el programari de vegades, donant lloc a artefactes, esquinços, etc.
El programari de demostració en sistemes clàssics com el Commodore 64 i el ZX Spectrum, explotava sovint aquestes tècniques, a causa de la naturalesa previsible dels seus respectius sistemes de vídeo per obtenir efectes que, d'altra manera, serien impossibles.